# Bonito Airport
Bonito Airport (portugisiska: Aeroporto de Bonito, franska: Aéroport de Bonito) är en flygplats i Brasilien.   Den ligger i kommunen Bonito och delstaten Mato Grosso do Sul, i den södra delen av landet, 1 100 km sydväst om huvudstaden Brasília. Bonito Airport ligger 330 meter över havet.
Terrängen runt Bonito Airport är huvudsakligen platt. Bonito Airport ligger uppe på en höjd. Närmaste större samhälle är Bonito, 14,0 km norr om Bonito Airport.
Omgivningarna runt Bonito Airport är huvudsakligen savann. Runt Bonito Airport är det mycket glesbefolkat, med 4 invånare per kvadratkilometer.